# Котри
Котри (англ. Kotri) — город в пакистанской провинции Синд, расположен в округе Джамшоро. Население — 82 916 чел. (на 2010 год).

## Транспорт
С 1861 года функционирует железная дорога из Котри в Карачи.

## Экономика
Штаб-квартира компании Indus flotilia расположена в Котри.

## Демография
| 1961   | 1972   | 1981   | 1998   | 2010   |
| ------ | ------ | ------ | ------ | ------ |
| 20 262 | 29 746 | 39 390 | 61 130 | 82 916 |